# Sistema redundante
Los sistemas redundantes, en ingeniería de computadores, son aquellos en los que se repiten aquellos datos o hardware de carácter crítico que se quiere asegurar ante los posibles fallos que puedan surgir por su uso continuado.
Se presenta como una solución a los problemas de protección y fiabilidad. Este tipo de sistemas se encarga de realizar el mismo proceso en más de una estación, ya que si por algún motivo alguna dejara de funcionar o colapsara, inmediatamente otro tendría que ocupar su lugar y realizar las tareas del anterior.
Las técnicas de redundancia han sido usadas por la industria militar y aeroespacial por muchos años para alcanzar una alta fiabilidad. Una base de datos replicada es un ejemplo de sistema distribuido redundante.

## Componentes redundantes en los ordenadores
Aparte de los servidores actuales, que tienen varias unidades centrales de procesamiento y módulos de memoria, los dispositivos redundantes en un servidor suelen ser los discos duros, tarjetas de red y fuentes de alimentación. 

### Discos RAID
Un RAID (redundant array of indepedent disk) es un conjunto de unidades de disco que aparecen lógicamente como si fueran un solo disco. Así los datos, distribuidos en bandas, se dividen entre dos o más unidades. Esta técnica incrementa el rendimiento y proporciona una redundancia que protege contra el fallo de uno de los discos de la formación. Existen implementaciones por software y hardware y diferentes configuraciones RAID, siendo las más comunes RAID1, RAID5 y RAID10.

### Tarjeta de red
Es el componente que comunica al servidor con los clientes. Para tratar de garantizar esta comunicación, los servidores suelen venir con dos de estos dispositivos. Esto es así no solo para tratar de garantizar que la comunicación no se corte en caso de fallo, sino para que se puedan utilizar dos o más tarjetas como si fueran un único dispositivo, sumando sus capacidades (a esta práctica se le llama bonding).